# 조선민주주의인민공화국 여자 배구 국가대표팀
조선민주주의인민공화국 여자 배구 국가대표팀은 조선민주주의인민공화국을 대표하는 여자 배구 대표팀이다.
1970년 여자 세계 선수권 대회 와 1972년 하계 올림픽 에서 동메달을 획득했다.